# Nouveau Monde (Frankrijk)
Nouveau Monde is een gehucht in de Franse gemeente La Gorgue in het Noorderdepartement. Het ligt twee kilometer ten oosten van het dorpscentrum van La Gorgue, verder stroomafwaarts langs de Leie. Door verlinting naar het zuiden sluit het gehucht er aan op de dorpskern van buurgemeente Laventie.

## Bezienswaardigheden
- De Heilig Hartkerk (Église Sacré-Cœur), herbouwd na de Eerste Wereldoorlog